# Sérgio Oliveira (judoka)
Sérgio Ricardo Souza Oliveira (ur. 18 maja 1967 w São Paulo) – brazylijski judoka. Olimpijczyk z Barcelony 1992, gdzie zajął 34. miejsce w wadze lekkiej.
Uczestnik mistrzostw świata w 1991, a także zdobył srebrny medal w drużynie w 1998. Startował w Pucharze Świata w latach 1991–1993, 1995–1997 i 2002. Wicemistrz igrzysk panamerykańskich w 1991 i trzeci w 1995. Wygrał igrzyska Ameryki Południowej w 1998. Zdobył pięć medali na mistrzostwach panamerykańskich w latach 1990 - 2001. 

## Letnie Igrzyska Olimpijskie 1992
| Konkurencja | Eliminacje           | Klas. końcowa |
| Konkurencja | Przeciwnik I         | Miejsce       |
| ----------- | -------------------- | ------------- |
| 71 kg       | Joaquín Ruiz (ESP) P | 34.           |